# Lonchaea intermedia
Lonchaea intermedia är en tvåvingeart som först beskrevs av Willi Hennig 1948.  Lonchaea intermedia ingår i släktet Lonchaea och familjen stjärtflugor.
Artens utbredningsområde är Peru. Inga underarter finns listade i Catalogue of Life.